# Protarache polygrapha
Protarache polygrapha là một loài bướm đêm trong họ Noctuidae.